# Французан Ігор Леонтійович
І́гор Лео́нтійович Французан (27 серпня 1976 — 6 червня 2018) — молодший сержант Збройних сил України, учасник російсько-української війни.

## Життєпис
Народився 1976 року в селі Пенькине (Новомиргородський район, Кіровоградська область); закінчив школу в селі Пастирське. Пройшов строкову військову службу, мешкав у селі Високі Байраки біля Кропивницького.
12 серпня 2015 року призваний за мобілізацією; молодший сержант, навідник — командир відділення зенітного артилерійського взводу 37-го батальйону «Запоріжжя» 56-ї бригади. 3 квітня 2017-го підписав контракт.
6 червня 2018 року під вечір противник намагався оточити ВОП поблизу селища Піски (Ясинуватський район), але вчасно був помічений військовиками передового спостережного посту, які вступили в бій. Резервна група з 4 бійців почала переслідування; двоє вояків загинули внаслідок підриву на міні з «розтяжкою» — Ігор Французан та Степан Литковець, ще один виніс пораненого. Загиблих не вдалося знайти — зокрема, через щільну замінованість ділянки «сірої зони». Їхні тіла виявили й забрали з поля бою 10 червня — під гарантії української сторони терористи передали 11 червня за обміном.
14 червня 2018 року похований на Почесній Алеї Рівнянського кладовища міста Кропивницький.
Без Ігоря лишились батьки у Кропивницькому й троє дітей — дві доньки й син (від різних шлюбів).

## Нагороди та вшанування
- указом Президента України № 239/2018 від 23 серпня 2018 року «за особисту мужність і самовіддані дії, виявлені у захисті державного суверенітету та територіальної цілісності України, зразкового виконання військового обов'язку» — нагороджений орденом «За мужність» III ступеня (посмертно)[1]